# 威拉-迈斯讷县
威拉-迈斯讷县（德語：Werra-Meißner-Kreis）是德国黑森州北部卡塞尔行政区的一个县，得名于威拉河和上迈斯讷山，首府埃施韦格。

## 地理
威拉-迈斯讷县北面与下萨克森州的哥廷根县和图林根州的艾希斯费尔德县，东面与图林根州的温斯特鲁特-海尼希县、瓦特堡县和爱森纳赫市，南面与黑斯费尔德-罗滕堡县，西南面与施瓦尔姆-埃德尔县，西面与卡塞尔县相邻。